# Ratolí de Thomas de la Serralada Oriental
El ratolí de Thomas de la Serralada Oriental (Thomasomys ucucha) és un rosegador del gènere Thomasomys i la família dels cricètids. A mitjans del 2018, tan sols havia estat observat a la Serralada Oriental de l'Equador, on habita boscos i herbassars situats a 3.380-3.800 msnm. Ara bé, és extremament probable que la seva distribució arribi fins a les parts adjacents de Colòmbia. Aquest ratolí de Thomas, que fou descobert el 1903 i descrit formalment el 2003, s'assembla particularment a T. hylophilus, que viu més al nord. És considerada una espècie vulnerable pels efectes de l'expansió dels camps de conreu i la desforestació i la fragmentació del seu hàbitat.
Es tracta d'una espècie de ratolí de Thomas de mida mitjana, pelatge fosc i cua llarga. Es distingeix dels seus congèneres per les seves incisives superiors grosses, amples i procumbents. Té una llargada de cap i cos de 94-119 mm i pesa 24-46 g. La cua té pocs pèls. La part frontal del crani és plana, curta i ampla. Els forats incisius (obertures situades al davant del paladar) són curts, mentre que el paladar és ample i llis. L'arrel de la incisiva inferior es troba dins una projecció capsular prominent.

## Taxonomia
L. Söderström recollí els tres primers ratolins de Thomas de la Serralada Oriental el 1903 a Tablón, a la província equatoriana de Pichincha. L'espècie desaparegué del mapa científic fins que el 1978 i el 1980 Robert S. Voss, del Museu Americà d'Història Natural, en recollí un total de 43 espècimens a la localitat propera de Papallacta (província de Napo). Papallacta es troba en una zona remota i de difícil accés. No se sap gaire cosa sobre els mamífers d'aquesta regió. El 2003, Voss descrigué l'animal amb el nom de Thomasomys ucucha en un article a American Museum Novitates en el qual també feu una revisió dels mamífers de Papallacta. El nom genèric Thomasomys fou escollit en honor del zoòleg anglès Oldfield Thomas, que descrigué uns 2.900 tàxons de mamífers, mentre que el nom específic ucucha significa ‘ratolí’ en quítxua. L'espècie més similar al ratolí de Thomas de la Serralada Oriental és T. hylophilus, que viu més al nord, a Colòmbia i Veneçuela. Ambdues espècies pertanyen a Thomasomys, un gènere divers que es troba als Andes septentrionals, des de Bolívia fins a Veneçuela. Juntament amb Rhipidomys i uns quants gèneres més petits, Thomasomys forma la tribu dels thomasominis, que conté més de cinquanta espècies repartides per Sud-amèrica i Panamà. Al seu torn, els thomasominis formen part de la subfamília dels sigmodontins i la família dels cricètids juntament amb centenars d'altres rosegadors majoritàriament petits.

## Descripció
El ratolí de Thomas de la Serralada Oriental és una espècie de ratolí de Thomas de mida mitjana i cua relativament llarga. El seu pelatge espès, fi i suau és de color marró a la part superior i es va tornant gris progressivament fins a arribar a la part inferior. Les vibrisses mistacials (bigotis) són llargues i s'estenen més enllà de les orelles quan se les prem contra el cap. A les orelles hi ha uns quants pèls curts i foscos. Els dits i els metàpodes de les potes estan coberts de pèls foscos, però els flocs unguials de la base de les urpes tenen pèls més llargs i grisos. El cinquè dit del peu és llarg i la punta de la seva urpa arriba gairebé a la base de l'urpa del quart dit. La cua és fosca i gairebé calba, a part d'un plomall de pèls llargs a l'extrem. Alguns exemplars tenen la punta de la cua blanca. Les femelles tenen sis mamelles. Basant-se en 36 espècimens, el cap i el cos fan una mitjana de 110 mm (interval de 94-119 mm), la cua 140 mm (122-151 mm), les potes posteriors 28 mm (26-30 mm) i les orelles 18 mm (17-20 mm), mentre que el pes oscil·la entre 24 i 46 g, amb una mitjana de 36 g.
La part anterior del crani és plana i més curta i ampla que en T. hylophilus, mentre que les osques de les làmines zigomàtiques dels costats estan poc desenvolupades. Les làmines en si són amples. Els arcs zigomàtics tenen una àmplia extensió i una forma arrodonida. La regió interorbitària és estreta i té forma de rellotge de sorra. El neurocrani és robust.
Els forats incisius, que perforen el paladar entre les dents incisives i les molars, són curts i no s'acosten a les primeres molars. T. hylophilus en té de més llargs. El seu punt més ample és la confluència entre les premaxil·les i els maxil·lars. El paladar en si també és curt (no passa de les terceres molars), és ample i manca de crestes i solcs. Hi ha fosses palatals posterolaterals senzilles a la part posterior del paladar, prop de les terceres molars. La fossa mesopterigoidal, una obertura situada darrere del final del paladar, és ampla i el seu sostre és o bé completament ossificat o bé perforat per buits esfenopalatins allà on es troben el preesfenoide i el basiesfenoide. Hi ha un puntal aliesfenoidal que separa dos forats ubicats a la base del crani, el forat buccinatomasticatori i el forat oval accessori. El patró de solcs i forats del cap indica que la circulació de les artèries pel cap del ratolí de Thomas de la Serralada Oriental segueix el patró primitiu. La paret tegmentària de la cavitat timpànica s'encavalca amb l'apòfisi suspensora de l'os escatós. La part posterior del maxil·lar inferior presenta una projecció capsular que acomoda l'arrel de la incisiva inferior, un caràcter absent de T. hylophilus.
Les incisives superiors són grosses i ortodontes, amb la superfície de tall situada a uns 90° respecte a les molars superiors. Tenen un marcat to taronja. T. hylophilus té les incisives més grosses, menys procumbents i menys pigmentades. Les incisives superiors ortodontes distingeixen el ratolí de Thomas de la Serralada Oriental de tots els seus congèneres tret de T. australis i T. daphne, que tenen les incisives molt més curtes i estretes. Les fileres de les molars de l'esquerra i la dreta estan disposades en paral·lel. Les molars són més hipsodontes que en altres espècies de Thomasomys. L'anterocon (la cúspide de davant de la primera molar superior), és dividit en cúspules a les vores lingual i labial per un flexus anteromedià. Les crestes accessòries de les molars superiors, els anterolofs i mesolofs, estan menys desenvolupades que en T. hylophilus. La tercera molar superior és més petita que la segona amb una diferència molt superior a la que s'observa en T. hylophilus. L'aspecte general de les molars inferiors és similar al de les superiors, però l'anterocònid rarament està dividit i la tercera molar no és més petita.
El gland del penis és arrodonit, curt i petit. Queda dividit superficialment en dues meitats verticals per un solc a la part superior i una cresta a la inferior. El gland presenta espines penianes a tot arreu excepte una zona propera a la punta.

## Distribució i història natural
El ratolí de Thomas de la Serralada Oriental és endèmic de la Serralada Oriental, a les províncies equatorianes de Pichincha i Napo. A Papallacta es recolliren ratolins de Thomas de la Serralada Oriental a diversos hàbitats situats a altituds d'entre 3.380 i 3.720 msnm, incloent-hi páramos (herbassars d'alta muntanya amb matolls i àrees de bosc) i selves subalpines. La majoria foren trobats a pistes (camins a través de la vegetació creats per animals) i d'altres al costat de rierols o dalt d'arbres baixos. L'espècie coexisteix amb altres muroïdeus, incloent-hi dos akodontinis; Akodon latebricola i A. mollis; dos ictiominis, Anotomys leander i Neusticomys monticolus; dos orizominis, Microryzomys altissimus i M. minutus; el thomasomini Chilomys instans; i cinc altres espècies de Thomasomys, T. aureus, T. baeops, T. cinnameus, T. erro i T. paramorum. S'han trobat altres espècies als voltants. Segons Voss, el ratolí de Thomas de la Serralada Oriental podria ser simpàtric amb set altres espècies de Thomasomys. El ratolí de Thomas de la Serralada Oriental, A. latebricola i T. erro són tres espècies conegudes únicament a la part equatoriana del nord-est dels Andes.

## Estat de conservació
El ratolí de Thomas de la Serralada Oriental és una espècie comuna a escala local, però té una distribució diminuta. La Unió Internacional per a la Conservació de la Natura (UICN) el classifica com a espècie vulnerable. La transformació del seu hàbitat per a usos agrícoles, juntament amb la desforestació i la fragmentació del seu hàbitat, podria ser una amenaça per a la seva supervivència, però viu prop de dues zones protegides.